# 1441-es busz
Az 1441-es jelzésű autóbuszvonal országos autóbusz-járat Debrecen és Szeged között, Békéscsaba érintésével, melyet a Volánbusz Zrt. lát el.

## Közlekedése

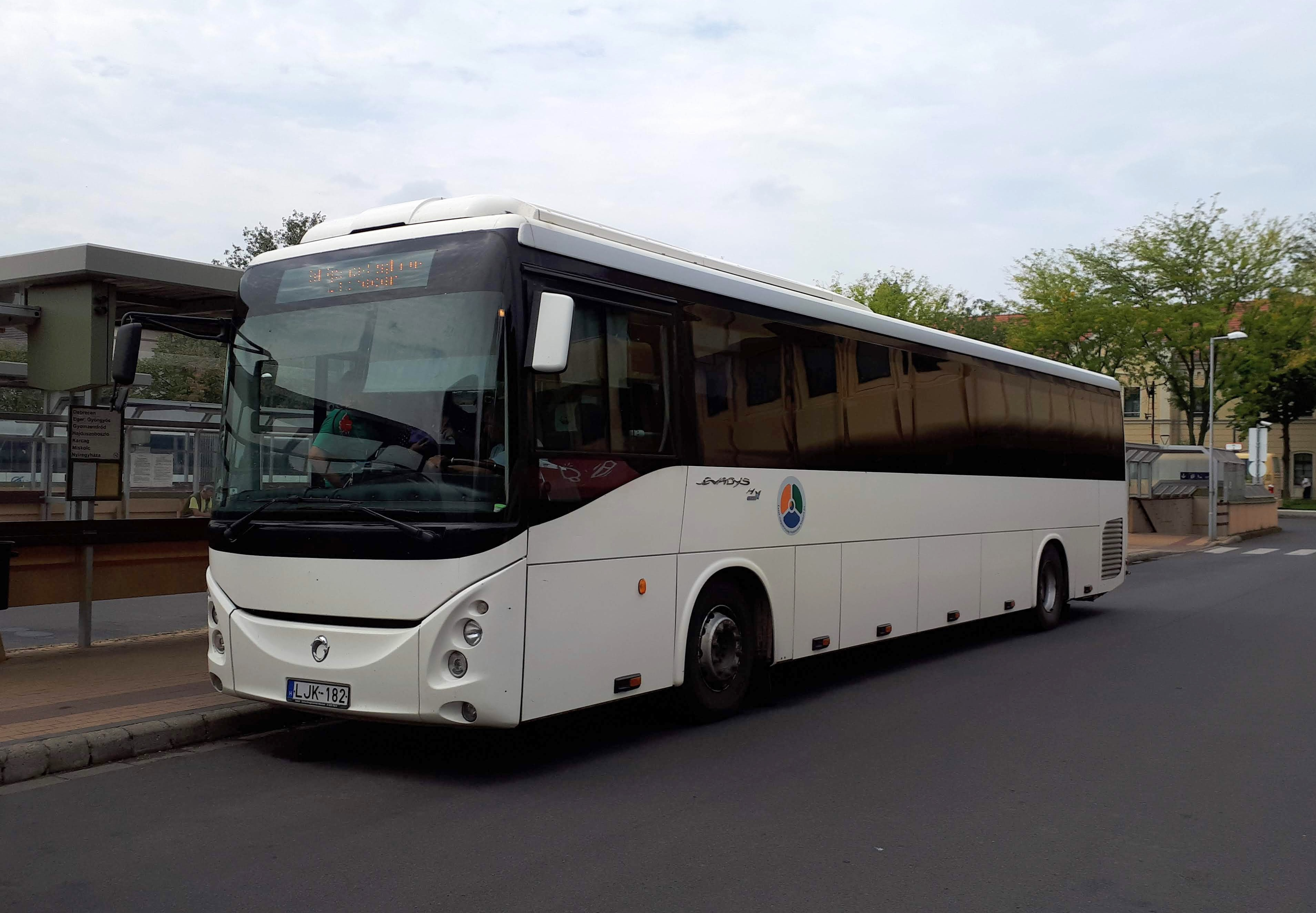
Irisbus Arway Békéscsabán.

A járat Hajdú-Bihar vármegye és a Debreceni járás székhelyét, az ország egyik legnagyobb települését, az Észak-Alföld központját, Debrecent köti össze Csongrád vármegye székhelyével, a szomszédos Dél-Alföld régió központjával, Szegeddel. 
Szeged felé 13 járat, Debrecen felé 14 járat szállítja az utasokat. 4-4 járat közlekedik végig a teljes útvonalon, a többi járat Debrecen és Békés vármegye székhelye, Békéscsaba között valamint egy járatpár Szeged és Szeghalom között szállítja az utasokat.
A békéscsabai járásközpont és Debrecen közt az 1440-es busz, a szegedi járásközpont és Debrecen közt pedig az 1374-es busz is közlekedik.

## Megállóhelyei
| 0  | Debrecen, autóbusz-állomás végállomás   | 46 | 10, 10A, 10Y, 19, 25, 25Y, 34, 35, 35Y, 36, 41, 41Y, 45, 46, 46E, 46EY, 46H, 46Y, 49Y, 125, 125Y, 146 3, 3A, 4, 5, 5A 1060, 1301, 1343, 1344, 1372, 1373, 1374, 1410, 1411, 1432, 1440, 1443, 1446, 1447, 1448, 1449, 1450 4225, 4304, 4323, 4324, 4400, 4401, 4402, 4403, 4405, 4406, 4407, 4408, 4410, 4412, 4413, 4414, 4416, 4420, 4421, 4422, 4423, 4430, 4431, 4432, 4433, 4434, 4438, 4440, 4445, 4446, 4447, 4450, 4451, 4452, 4453, 4459, 4460, 4461, 4463, 4464, 4466, 4475, 4477, 4502, 4506, 4512, 4521 |
| 1  | Debrecen, vasútállomás                  | 45 | 1, 2 10, 10A, 10Y, 14, 14I, 16, 18, 18Y, 21, 30, 30A, 30I, 30N, 37, 39, 42, 42A, 43, 44, 46, 46H, 46E, 46Y, 46EY, 47, 47Y, 48, 49A, 146, Airport1 1373, 1374, 1432, 1440, 1449 4225, 4304, 4323, 4324, 4400, 4401, 4402, 4403, 4405, 4406, 4407, 4408, 4410, 4412, 1143, 4414, 4416, 4420, 4421, 4422, 4423, 4430, 4431, 4432, 4434, 4438, 4506, 4512, 4521 S506-os személyvonat, személyvonat, Cívis InterRégió, Hétmérföldes sebesvonat, expresszvonat, Panoráma expresszvonat, Szabolcsi Tekergő expresszvonat, Aranypart expresszvonat, Latorca nemzetközi InterCity, Nyírség InterCity, Tokaj InterCity, Hortobágy EuroCity, Kraszna InterCity, Szamos EuroCity |
| 2  | Mikepércs, autóbusz-váróterem           | 44 | 1374, 1440 4420, 4423, 4430, 4431, 4432, 4434, 4506, 4512, 4521 |
| 3  | Sáránd, vasútállomás                    | 43 | 1374, 1440 4420, 4423, 4430, 4431, 4432, 4434, 4506, 4512, 4521 S506-os személyvonat |
| 4  | Derecske, autóbusz-váróterem            | 42 | 1373, 1374, 1432, 1440 4423, 4425, 4430, 4431, 4432, 4434, 4436, 4506, 4512, 4521, 4542 |
| 5  | Tépei elágazás                          | 41 | 1374, 1440 4425, 4430, 4431, 4432, 4434, 4436, 4506, 4512, 4521 |
| 6  | Berettyóújfalu, gyermekváros            | 40 | 1374, 1432, 1440 4425, 4430, 4431, 4432, 4434, 4436, 4505, 4506, 4512, 4521 |
| 7  | Berettyóújfalu, autóbusz-állomás        | 39 | 1373, 1374, 1432, 1440 4425, 4430, 4431, 4432, 4434, 4436, 4500, 4501, 4504, 4505, 4506, 4508, 4512, 4521, 4522, 4532, 4564, 4565 |
| 8  | Berettyószentmárton, posta              | 38 | 1373, 1374, 1432, 1440 4431, 4432, 4433, 4505, 4506, 4512, 4564, 4565 |
| 9  | Furta, községháza                       | 37 | 1374, 1432 4512, 4564 |
| 10 | Zsáka, autóbusz-váróterem               | 36 | 1374, 1432 4512 |
| 11 | Vekerdi elágazás                        | 35 | 1374, 1432 4512 |
| 12 | Darvas, iskola                          | 34 | 1374, 1432 4512 |
| ∫  | Kóróssziget, bejárati út                | 33 | 4512 |
| 13 | Csökmő, alsó                            | 32 | 1374, 1432 4512 |
| 14 | Csökmő, posta                           | 31 | 1374, 1432 4512, 4805 |
| 15 | Csökmő, újtelep                         | 30 | 1374, 1432 4512, 4805 |
| 16 | Szeghalom, Halaspuszta                  | 29 | 1374, 1432 4512, 4805 |
| 17 | Szeghalom, Kossuth tér végállomás       | 28 | 1374, 1432 4512, 4735, 4805, 4812, 4816, 4824, 4861, 4863, 4864, 4866, 4883 |
| 18 | Szeghalom, vasútállomás                 | 27 | 1374, 1432 4512, 4735, 4805, 4812, 4816, 4824, 4861, 4863, 4864, 4866, 4883 személyvonat |
| 19 | Körösladány, vasútállomás bejárati út   | ∫  | 1374 4735, 4805, 4812, 4816, 4866 személyvonat |
| 20 | Körösladány, gyógyszertár               | 26 | 1374, 1432 4735, 4805, 4812, 4816, 4864, 4866, 4883 |
| 21 | Körösladány, Újladány                   | 25 | 1346, 1374 4805, 4812, 4813, 4816 |
| 22 | Köröstarcsa, ABC áruház                 | 24 | 1346, 1374 4801, 4805, 4812, 4813, 4816 |
| 23 | Köröstarcsa, Újváros                    | 23 | 1346, 1374 4801, 4805, 4812, 4813, 4816 |
| 24 | Mezőberény, Köröstarcsai út             | 22 | 2, 3 1346 4801, 4805, 4812, 4813, 4816 |
| 25 | Mezőberény, Liget utca                  | 21 | 1, 2, 3 1346, 1374 4801, 4805, 4812, 4813, 4815, 4816 |
| 26 | Mezőberény, Békési út                   | ∫  | 4801, 4805, 4816 |
| 27 | Békés, Vágóhíd                          | ∫  | 1, 1A 1346 4801, 4805, 4816 |
| 28 | Békés, autóbusz-állomás                 | 20 | 1, 1A, 1B 1346, 1374 4800, 4801, 4805, 4810, 4813, 4816, 4847, 4887 |
| 29 | Békés, városháza                        | ∫  | 1346 4800, 4801, 4805, 4810, 4813, 4816, 4887 |
| 30 | Békés, Szabadkai utca                   | ∫  | 4800, 4801, 4805, 4810, 4816 |
| 31 | Békéscsaba, Bezerédj utca               | ∫  | 1346 4800, 4801, 4805, 4810, 4816 |
| 32 | Békéscsaba, Szeberényi tér              | 19 | 1, 5 1346, 1374 4800, 4801, 4805, 4810, 4812, 4813, 4815, 4816, 4839, 4844 |
| 33 | Békéscsaba, autóbusz-állomás végállomás | 18 | 1, 3, 5, 7, 7F, 8, 8A, 8MJ, 8V, 17V, 20, 74A, 74B 1085, 1346, 1374, 1440, 1486, 1499 4800, 4801, 4805, 4810, 4812, 4813, 4815, 4816, 4819, 4820, 4821, 4824, 4825, 4826, 4827, 4828, 4829, 4830, 4831, 4832, 4833, 4835, 4838, 4839, 4840, 4844, 4850, 4855, 4885, 4894, 5021, 5128, 5160, 5189, 5208 személyvonat, sebesvonat, nemzetközi gyorsvonat, IC, nemzetközi IC |
| 34 | Békéscsaba, Volán telep                 | 17 | 1, 8, 8MJ, 74B 1085, 1374, 1486, 1499 4838, 4839, 4840, 4850, 4855, 5160, 5208 |
| 35 | Telekgerendás, bejárati út              | 16 | 1374, 1486, 1499 4838, 4840, 5160 |
| 36 | Csorvás, autóbusz-váróterem             | 15 | 1374, 1486, 1499 4838, 4840, 4938, 4940, 5160 |
| 37 | Orosháza, Monor központ                 | 14 | 1374, 1499 4840, 4938, 5160 |
| 38 | Orosháza, LINAMAR                       | 13 | 4840, 4930, 4935, 4938, 4953, 4960, 4966, 5160 |
| 39 | Orosháza, autóbusz-állomás              | 12 | 2, 2A, 4, 4A, 6, 7, 7A 1087, 1092, 1374, 1486, 1499 4835, 4840, 4930, 4935, 4938, 4945, 4949, 4950, 4953, 4960, 4965, 4966, 4980, 4990, 5126, 5128, 5132, 5160, 5165 személyvonat |
| 40 | Orosháza, felső vasúti megállóhely      | 11 | 1374, 1486 5160 személyvonat |
| 41 | Kakasszék, gyógyintézet bejárati út     | 10 | 1374 4990, 5160 |
| 42 | Székkutas, Szőkehalmi iskola            | 9  | 1374 4990, 5160 |
| 43 | Székkutas, ABC                          | 8  | 1374, 1486 4990, 5160 |
| 44 | Hódmezővásárhely, Vásártér              | 7  | 45 1374, 1486 4990, 5005, 5160 |
| 45 | Hódmezővásárhely, autóbusz-állomás      | 6  | 42, 43, 44 1090, 1094, 1374, 1375, 1486, 1515 4833, 4990, 5004, 5005, 5010, 5105, 5150, 5160, 5165, 5167, 5169 Szeged–Hódmezővásárhely tram-train |
| 46 | Hódmezővásárhely, Hősök tere            | 5  | 41, 42, 43 1374, 1375, 1486, 1515 4990, 5004, 5005, 5010, 5160 |
| 47 | Hódmezővásárhely, Kishomok              | 4  | 41 1374, 1375, 1486, 1515 5004, 5005, 5010, 5160 |
| 48 | Algyő, vasútállomás bejárati út         | 3  | 1374, 1375, 1486, 1515, 1516 4990, 5003, 5004, 5005, 5007, 5010, 5011, 5160 Szeged–Hódmezővásárhely tram-train |
| 49 | Szeged, Budapesti körút                 | 2  | 3, 3F, 4 77, 77A, 77Y, 84, 90, 90F, 90H 1374, 1375, 1486, 1515, 1516 4990, 5003, 5004, 5005, 5007, 5010, 5011, 5012, 5013, 5017, 5018, 5019, 5021, 5160, 5187, 5188 |
| 50 | Szeged, Brüsszeli körút                 | 1  | 10 3, 3F, 4 20, 24, 73, 73Y, 74, 74Y, 77, 77A, 77Y 1374, 1375, 1486, 1515, 1516 5003, 5004, 5005, 5007, 5010, 5011, 5012, 5013, 5017, 5018, 5019, 5021, 5160, 5187, 5188 |
| 51 | Szeged, autóbusz-állomás végállomás     | 0  | 5, 6, 9, 19 7F, 21, 60, 60Y, 64, 67, 67Y, 70, 71, 71A, 72, 72A, 73, 73Y, 74, 74Y, 75, 76, 76Y, 77, 77A, 77Y, 78, 78A, 79H 600, 1374, 1375, 1486, 1503, 1504, 1506, 1507, 1510, 1512, 1513, 1515, 1516, 1517, 1518, 1652 4990, 5000, 5001, 5002, 5003, 5004, 5005, 5007, 5010, 5011, 5012, 5013, 5015, 5016, 5017, 5018, 5019, 5020, 5021, 5022, 5023, 5024, 5025, 5030, 5031, 5032, 5033, 5034, 5035, 5040, 5041, 5042, 5043, 5044, 5045, 5046, 5047, 5049, 5050, 5054, 5055, 5056, 5058, 5059, 5060, 5061, 5062, 5063, 5064, 5066, 5070, 5071, 5075, 5076, 5109, 5112, 5160, 5187, 5188, 5189, 5190, 5284, 5328, 5329, 5362, 5369                                   |